# 해남로
해남로(Haenam-ro)는 전라남도 해남군 해남읍에서 강진군 성전면을 잇는 전라남도의 도로이다. 

## 주요 경유지
전라남도
- 해남군 (해남읍 . 옥천면 . 계곡면)

## 노선
| 이름                | 접속 노선                 | 소재지 | 소재지 | 비고                 |
| ------------------- | ------------------------- | ------ | ------ | -------------------- |
| (이름없음)          | 중앙1로                   | 해남군 | 해남읍 |                      |
| 옥천육교            |                           | 해남군 | 옥천면 |                      |
| 영춘삼거리          | 해강로                    | 해남군 | 옥천면 |                      |
| 송운 교차로         | 국도 제13호선 (공룡대로)  | 해남군 | 옥천면 |                      |
| 영신 교차로         | 국도 제13호선 (공룡대로)  | 해남군 | 옥천면 |                      |
| 영신교              |                           | 해남군 | 옥천면 |                      |
| 신계 교차로         | 국도 제13호선 (공룡대로)  | 해남군 | 옥천면 |                      |
| (이름없음)          | 지방도 제819호선 (흑석로) | 해남군 | 옥천면 | 지방도 제819호선구간 |
| 신흥교              |                           | 해남군 | 옥천면 | 지방도 제819호선구간 |
| 옥천면신죽리 교차로 | 지방도 제819호선 (지석로) | 해남군 | 옥천면 | 지방도 제819호선구간 |
| 덕정 교차로         | 국도 제13호선 (공룡대로)  | 해남군 | 계곡면 |                      |
| 성하교              |                           | 해남군 | 계곡면 |                      |
| 성진1교             |                           | 해남군 | 계곡면 |                      |
| 법곡 교차로         | 국도 제13호선 (공룡대로)  | 해남군 | 계곡면 |                      |
| 선진 교차로         | 국도 제13호선 (공룡대로)  | 해남군 | 계곡면 |                      |
| 별뫼로와 직결       |                           |        |        |                      |

## 주요 건물 및 시설
- 해남종합버스터미널 (해남로 8/해리 401)
- GS25 해남터미널점 (해남로 11/해리 166-7)
- 농협 해남농협 본점 (해남로 15/해리 167-3)
- 미니스톱 해남우슬점 (해남로 41/해리 178)
- 해남군보건소 (해남로 46/해리 186)
- 해남공설운동장 (해남로 72/해리 2)
- 농협 옥천농협 주유소 (해남로 378/영춘리 829-1)
- 해남옥천우체국 (해남로 395/영춘리 823-1)
- 옥천파출소 (해남로 397/영춘리 540-1)
- 해남우리종합병원 (해남로 597/영신리 251)